# Харцябалда
Харцябалда (пол. Charciabałda) — село в Польщі, у гміні Мишинець Остроленцького повіту Мазовецького воєводства.
Населення — 364 особи (2011).
У 1975-1998 роках село належало до Остроленцького воєводства.

## Демографія
Демографічна структура станом на 31 березня 2011 року:
|          | Загалом | Допрацездатний вік | Працездатний вік | Постпрацездатний вік |
| -------- | ------- | ------------------ | ---------------- | -------------------- |
| Чоловіки | 192     | 49                 | 121              | 22                   |
| Жінки    | 172     | 39                 | 90               | 43                   |
| Разом    | 364     | 88                 | 211              | 65                   |